# 代王王后
代王王后，姓名不详，生卒不详，她是汉文帝刘恒为代王时（前196年—前180年）的王后，生有四子。前180年，代王刘恒被大臣拥立为帝。此時王后已经逝世，她所生的四子也不久去世。

## 生平
正史对代王王后的记载很少，连她的姓氏都没有记录。代王王后与代王刘恒生有四子，王后本人在刘恒继位之前就逝世，四个儿子也在刘恒即位后数月全部逝世。

## 身份研究

### 吕后族人说
台湾学者郑晓时认为，代王王后可能是来自吕家族，受誅殺諸呂的影响而死亡，史书记载也被刻意抹去。

## 影视形象
| 影視作品   | 飾演的演員                                       |
|            | 孙菲菲（青宁，第一任）、周牧茵（周子冉，第二任） |
| 《大风歌》 | 杨淼                                             |